# Firmamentkamera
En firmamentkamera (eng. all-sky camera) avbildar hela firmamentet, alltså hela den synliga himlen. Firmamentkameran kan ses som en extrem variant av vidvinkelobjektiv, ofta kallat fish-eye-objektiv. Firmamentkameror används bland annat av rymdfysiker för norrskensstudier,, astronomer för meteorstudier och meteorologer för molnstudier.